# Memphis (Mississippi)
Memphis é uma vila localizada no estado americano de Mississippi, no Condado de DeSoto.

## Demografia
Segundo o censo americano de 2000, a sua população era de 87 habitantes.

## Geografia
De acordo com o United States Census Bureau tem uma área de
11,3 km², dos quais 11,2 km² cobertos por terra e 0,1 km² cobertos por água.

## Localidades na vizinhança
O diagrama seguinte representa as localidades num raio de 20 km ao redor de Memphis.